# Xiph.Org Foundation
Xiph.Org Foundation is een non-profitorganisatie die vrije multimediabestandsformaten en software ontwikkelt. De organisatie houdt zich hoofdzakelijk bezig met ogg-bestandsformaten, waarvan Ogg Vorbis, een patentvrije codec voor geluid, de succesvolste is. Momenteel is men bezig met Theora, een vrije open-sourcecodec voor video.
Naast software die men zelf ontwikkelt, heeft de organisatie ook enkele bestaande projecten onder haar hoede. Deze hebben vaak een losstaande groep ontwikkelaars. Voorbeelden hiervan zijn Speex, een codec voor spraak, en Free Lossless Audio Codec (FLAC), een codec voor geluid zonder kwaliteitsverlies.
De Xiph.Org Foundation werd opgericht door Chris Montgomery, de ontwikkelaar van het bestandsformaat ogg. De naam 'Xiph' is een verkorting van de oorspronkelijke naam van de organisatie, Xiphophorus, die verwijst naar de zwaarddrager (Xiphoporus helleri), een subtropische aquariumvis.
De projecten van Xiph.Org Foundation staan op de lijst High Priority Free Software Projects van de Free Software Foundation.

## Projecten
- Ogg
  - Vorbis
  - Theora
  - FLAC
  - Speex
  - Tremor
  - Tarkin
  - Writ
  - OggUVS
  - OggPCM
  - Skeleton
  - RTP-container
  - CMML
- Xiph QuickTime Components
- Annodex
- cdparanoia
- XSPF
- Icecast
- Ices
- Opus